# Murielle Ahouré
Murielle Ahouré (Abiyán, 23 de agosto de 1987) es una deportista marfileña que compite en atletismo, especialista en las carreras de velocidad.
Ganó dos medallas de plata en el Campeonato Mundial de Atletismo de 2013 y dos medallas en el Campeonato Mundial de Atletismo en Pista Cubierta, oro en 2018 y plata en 2014.
Participó en tres Juegos Olímpicos de Verano, entre los años 2012 y 2020, ocupando en Londres 2012 el sexto lugar en los 200 m y el séptimo en los 100 m.

## Palmarés internacional
| Campeonato Mundial                   | Campeonato Mundial       | Campeonato Mundial | Campeonato Mundial |
| Año                                  | Lugar                    | Medalla            | Prueba             |
| ------------------------------------ | ------------------------ | ------------------ | ------------------ |
| 2013                                 | Moscú (Rusia)            | Medalla de plata   | 100 m              |
| 2013                                 | Moscú (Rusia)            | Medalla de plata   | 200 m              |
| Campeonato Mundial en Pista Cubierta |                          |                    |                    |
| Año                                  | Lugar                    | Medalla            | Prueba             |
| 2014                                 | Sopot (Polonia)          | Medalla de plata   | 60 m               |
| 2018                                 | Birmingham (Reino Unido) | Medalla de oro     | 60 m               |